# Декамп, Гийом
Гийом Декамп (правильно: Декан), Гийом-Дезире-Жозеф-Декан (фр. Guillaume Descamps, Guillaume Descamps; 1779[…], Лилль — 25 декабря 1858, Париж) — французский живописец, рисовальщик, литограф и гравёр в технике офорта, представитель ампира.

## Биография
Гийом Декамп был учеником Франсуа-Андре Венсана в Академии живописи и скульптуры в Париже. В 1802 году он выиграл вторую Римскую премию за картину на античный сюжет «Эпонина и Сабин перед Веспасианом». Благодаря этому он смог совершить путешествие в Италию, где изучал произведения античности и живопись художников итальянского Возрождения. Он был замечен королём Неаполя, наполеоновским маршалом Мюратом, и приглашён в Неаполь в качестве придворного живописца.
Гийом Декамп является автором большого числа картин, офортов и литографий, из которых наибольший интерес представляют работы, созданные в период Первой империи, и, особенно, в период пребывания Декампа в Неаполитанском королевстве. Он писал алтарные картины (для церквей Сент-Эсташ в Париже, Сент-Андре в родном для художника Лилле, и базилики Сан-Мартино-аи-Монти в Риме). Декамп известен также как коллекционер живописи и произведений античного искусства, но его коллекция позднее была рассеяна.

## Галерея
- Посланники Агамемнона в шатре Ахилла. 1801. Холст, масло. Частное собрание
- Богоматерь вручает Розарий святому Доминику де Гусману. Собор Нотр-Дам, Булонь-сюр-Мер
- Анри-Жак-Гийом Кларк, герцог Фельтрский, маршал Франции. 1817. Холст, масло. Версаль
- Портрет графини Клер Элизабет де Ремюза. 1813. Холст, масло. Замок Мальмезон
- Иоахим Мюрат как король Неаполя вручает награды военным морякам фрегата «Cérès». 1809. Холст, масло. Национальный морской музей, Париж
- Иоахим Мюрат в кругу семьи. 1811. Холст, масло. Частное собрание.